# Rubus pectinarioides
Rubus pectinarioides là loài thực vật có hoa trong họ Hoa hồng. Loài này được H. Hara miêu tả khoa học đầu tiên năm 1972.